# لورانس د. براون
لورانس د. براون (بالإنجليزية: Lawrence D. Brown)‏ هو إحصائي أمريكي، ولد في 16 ديسمبر 1940 في لوس أنجلوس في الولايات المتحدة، وتوفي في 21 فبراير 2018.